# Townscaper
Townscaper é um jogo de construção de cidade indie. Foi lançado para PC e Mac na plataforma Steam em agosto de 2021 pelo desenvolvedor Oskar Stålberg. Um port para o Nintendo Switch foi lançado em agosto de 2021, juntamente com o qual a versão Steam deixou o acesso antecipado. A versão mobile foi lançada em outubro de 2021. Mais tarde, foi portado para Xbox One, Xbox Series X/S e navegadores da web (como uma demo) em dezembro de 2021. Possui gráficos low poly e uma interface de usuário simples e minimalista.

## Jogabilidade
Townscaper não tem objetivo ou história inerentes e foi descrito pelo desenvolvedor Stålberg como "mais um brinquedo" do que um jogo. Os usuários constroem uma cidade insular colocando e removendo blocos coloridos em um oceano. Várias "regras" determinam a aparência desses blocos, com alguns aparecendo como torres e outros como varandas. Este método de decoração baseada em regras permite que arcos, jardins e escadarias sejam criados sem instruções específicas do usuário.

## Ambientação
Townscaper se passa em uma grande grade distorcida situada em um mar infinito. Isso permite que as cidades pareçam mais orgânicas e desestruturadas quando comparadas a jogos semelhantes baseados em grades regulares.

## Desenvolvimento
Townscaper foi desenvolvido pelo desenvolvedor sueco Oskar Stålberg, que anteriormente trabalhou em Bad North. Stålberg deu uma palestra no evento IndieCade Europe 2019 durante o desenvolvimento, mostrando alguns dos recursos do jogo, incluindo geração de terreno e design de construção procedural.

## Recepção
A edição para PC de Townscaper recebeu uma pontuação de crítica de 86%, de acordo com o agregador de críticas Metacritic, indicando críticas geralmente favoráveis. A edição para Nintendo Switch recebeu uma pontuação de 63%, indicando uma recepção mista ou mediana.
Natalie Clayton da PC Gamer escreveu: "Townscaper pode não ter a complexidade de um Cities: Skylines, mas suas cidades pitorescas repletas de ruas de paralelepípedos e igrejas antigas, estaleiros e faróis parecem mais instantaneamente aconchegantes do que as metrópoles estéreis de estilo americano dos 'verdadeiros' construtores de cidades."
Christian Donlan da Eurogamer escreveu: "[...] mas considerado em seus próprios termos, mergulhando quando você tem alguns minutos de sobra para estabelecer um novo bairro, Townscaper é um passatempo absolutamente alegre que me manteve ocupado desde que chegou ao acesso antecipado no ano passado (abre em uma nova guia). Agora que está realmente lançado, não duvido que ele continuará aparecendo para férias rápidas por muitos meses por vir."
Tilly Lawton da Pocket Tactics escreveu: "Townscaper oferece um estilo de arte lindo e ilustrativo, design de som sereno e um conceito simples que com certeza o deixará à vontade."